# Maria de Guisa
Maria de Guisa (Bar-le-Duc, 22 de novembre de 1515 - Edimburg, 11 de juny de 1560) va ser duquessa consort de Longueville, després reina consort i regent d'Escòcia. Filla de Claudi de Guisa i d'Antoinette de Borbó. Pertany a la branca de Guisa de la casa de Lorena, era neboda del duc Antoine I de Lorena i de Bar anomenat «El Bo».
Es va casar l'any 1538 amb el rei Jaume V d'Escòcia, membre de la dinastia dels Stuart. Va tenir com a net Jaume Jaume I d'Anglaterra, que va reunir l'any 1603 els trons d'Escòcia i d'Anglaterra sota l'autoritat d'un únic monarca. Va tenir una filla anomenada Maria Stuart, que es casaria amb el Rei de França per unir els dos països.

## Biografia

### Família
Maria era filla del primer duc de Guisa, Claudi de Guisa i germana de François de Guisa, que estava al cap dels catòlics intransigents durant les Guerres de religió a França. Tot i que el seu pare, oficial al servei dels reis de França, va ser naturalitzat francès, feia servir la distinció de príncep « descendent d'una família sobirana estrangera » a la cort de França i va conservar els honors que anaven amb aquesta dignitat. La família de Guisa, com tota la casa de Lorena, llavors estava obertament compromesa en la defensa de la causa catòlica.
La mare de la princesa és descendent de la casa de Borbó, que ve del rei Lluís IX de França. Per ella, Maria és cosina germana d'Antoine de Borbó, rei de Navarra i pare del rei Enric IV de França.

### Primer casament

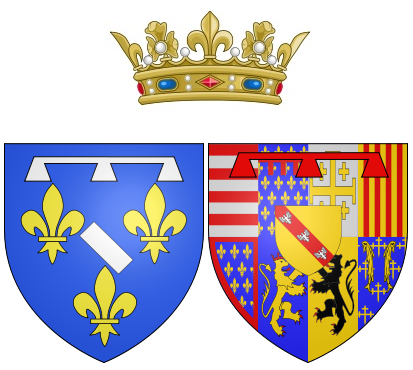
Escut de Maria de Guisa durant el seu primer casament

Maria de Guisa va ser educada durant 10 anys al castell de Frouard i va rebre una excel·lent educació catòlica al convent de les Clarisses de Pont-à-Mousson abans de casar-se amb 19 anys el 4 d'agost de 1534 al Louvre, amb Lluís II d'Orleans, duc de Longueville, amb qui va tenir dos fills, Francesc III d'Orleans, duc de Longueville, nascut el 20 d'octubre de 1535 (mort l'any 1551) i Louis d'Orleans-Longueville nascut l'any 1536 i mort el mateix any.

### Reina d'Escòcia
Vídua amb 20 anys del duc de Longueville, Maria era una jove rica i brillant. Al rei Enric VIII d'Anglaterra que s'hi interessava sobretot per a la seva alçada (aproximadament cinc peus i onze polzes o sigui 1,80 m), va fer saber amb ironia « que no tenia el coll prou llarg », al·ludint la decapitació d'Anna Bolena, precedent esposa del rei.

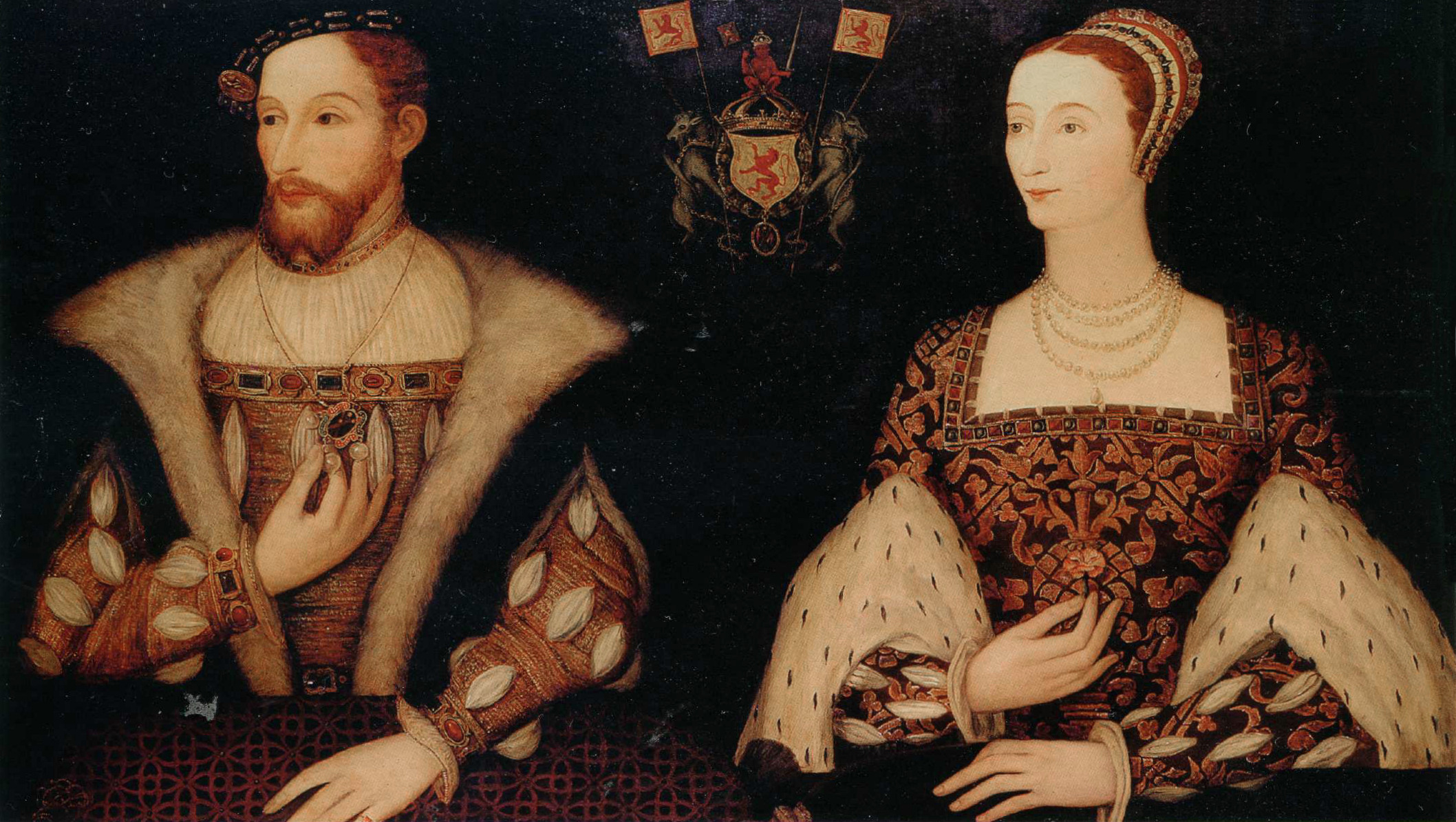
Jaume V i Maria de Guisa,.

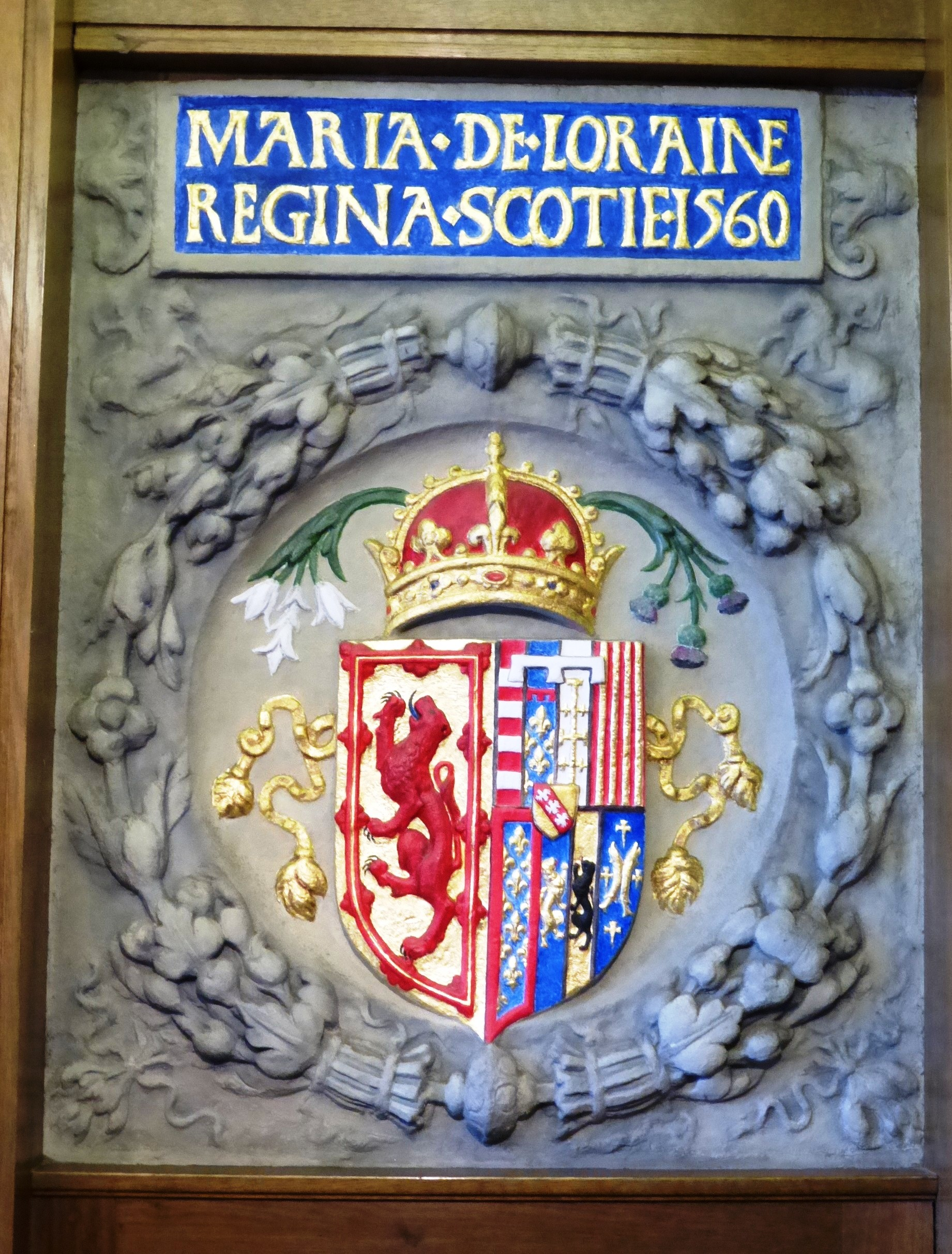
Escut de Maria de Guisa, reina d'Escòcia (1560)

L'aliança de Francesc I i del rei d'Escòcia Jaume V es va concretar quan aquest, primer promès a Maria de Borbó-Vendôme, cosina de Maria de Guisa, es va casar amb Magdalena de Valois, però la noia era de complexió delicada i va morir uns mesos més tard.
El 12 de juny de 1538 a Saint Andrews, es va casar doncs amb el rei Jaume V d'Escòcia amb qui va tenir tres fills, dos fills morts al bressol i a continuació una noia nascuda el 8 de desembre de 1542: Maria Stuart. A la mort del seu espòs l'any 1542, és nomenada regent a compte de la seva filla.

### Regent d'Escòcia
Jaume V va morir el 14 de desembre de 1542, sis dies després del naixement de la seva filla, i Maria de Guisa va assumir la regència del regne d'Escòcia a partir del 12 d'abril de 1554 durant 6 anys fins a la seva mort.
Amb el suport de les tropes franceses, va combatre, des de la seva arribada a Escòcia, l'expansió del moviment presbiterià, un protestantisme específic a Escòcia, més pròxima al protestantisme holandès o francès que a l'església anglicana. Per aquesta guerra sagnant, va ser denunciada pel teòleg presbiterià John Knox, deixeble i amic de Jean Cauvin.
Sempre aliada a França, va ser escollida l'any 1550 per ser la padrina del príncep Lluís de França, segon fill del rei Enric II i de la reina Caterina de Mèdici, anomenat duc d'Orleans.
L'any 1558, Maria Stuart, amb 16 anys i educada a França, es va casar amb el dofí Francesc (futur rei Francesc II de França), en el respecte dels termes de l'Auld Alliance de 1543. La família de Guisa esperava Maria I d'Anglaterra i així consolidar un imperi franco-escocès, combatent el protestantisme, a imatge del seu aliat l'emperador Carles V del Sacre Imperi Romanogermànic i del seu fill Felip II de Castella, que s'havia casat l'any 1554 amb la reina Maria i intentava restaurar el catolicisme al seu país.

### Fi de vida i defunció
L'any 1558, la cosina de Jaume V, Maria I d'Anglaterra, va morir. La filla de Maria de Guisa, Maria Stuart, era llavors la parenta pròxima de la reina difunta i podia amb aquest títol reivindicar el tron d'Anglaterra encara que violant termes del Tercer Acte de Successió al tron d'Anglaterra. El tron va anar a la jove Elisabet, única reina legítima segons l'Acte, i germanastra protestant de Maria Tudor, sense cap lligam amb Castella i molt menys propensa que la seva germanastra gran a combatre protestants escocesos cada vegada més nombrosos. La nova sobirana no tindrà ni marit ni fills, però restarà prop de 45 anys al tron.
L'any següent, la seva filla Maria i Francesc de França van accedir al tron dels Lys, titulant-se « rei i reina de França i d'Escòcia » Durant aquest temps, a Escòcia, Maria de Guisa trobava una oposició creixent dels presbiterians, encoratjats per la nova reina d'Anglaterra. La revolta de l'oposició protestant escocesa (Covenant), majoritària al parlament, amb el suport de l'aristocràcia i d'Anglaterra, anava amplificant-se quan l'11 de juny de 1560 Maria de Guisa va morir a l'edat de 45 anys. Va ser enterrada a l'Abadia Saint-Pierre-les-Dames a Reims.
El tractat d'Edimburg del 6 de juliol de 1560 va ordenar llavors l'expulsió dels soldats francesos, i l'agost del mateix any, el protestantisme és proclamat religió d'Estat pel parlament escocès.

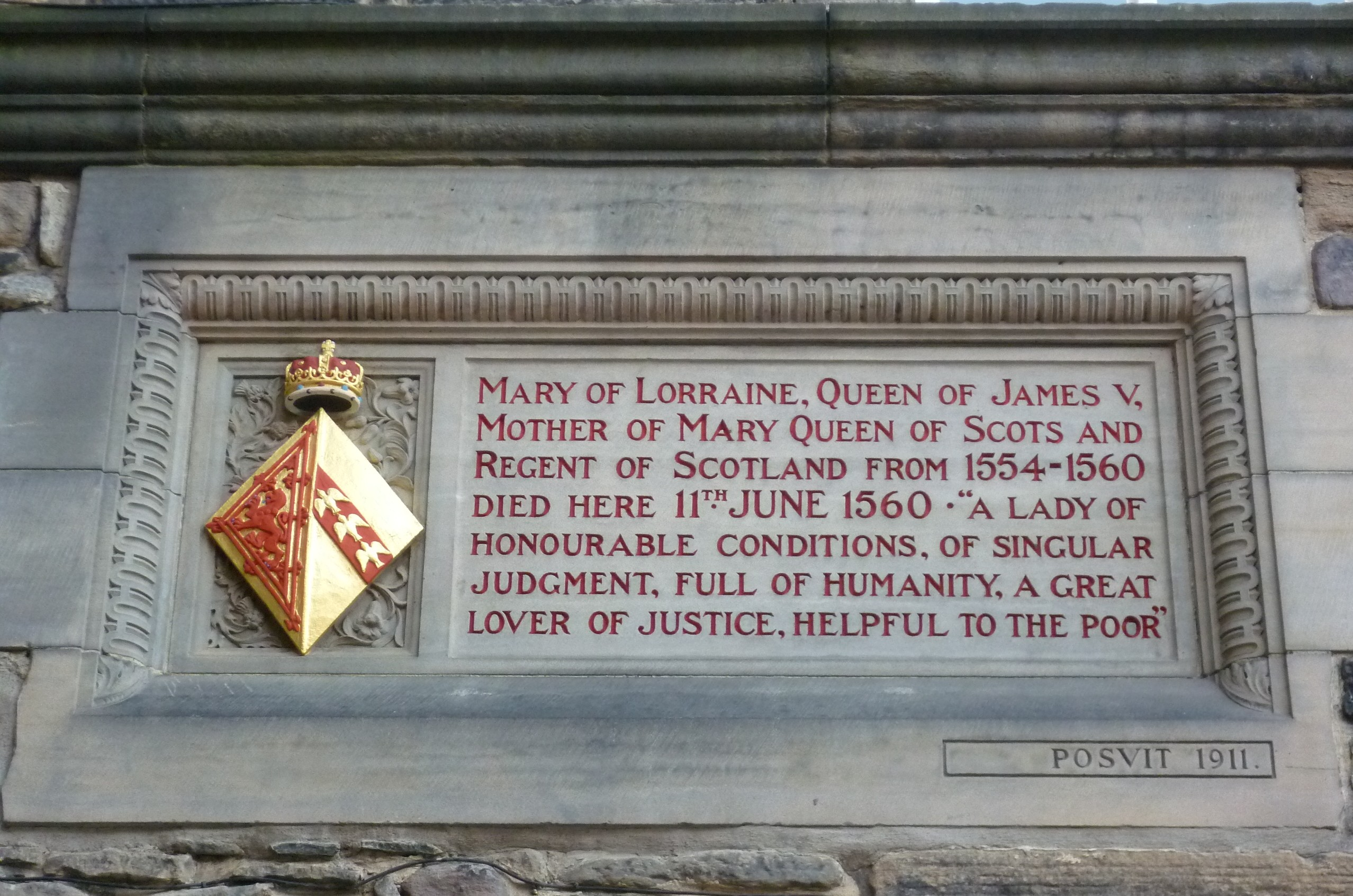
Placa commemorativa de 1911 al castell d'Edimburg.

Francesc II va morir prematurament al desembre de 1560, després de disset mesos de regnat sense deixar descendència. Maria I d'Escòcia, que s'havia retirat a Reims, va tornar llavors a Escòcia, un país que no coneixia. En conflicte amb Elisabet I, va estar divuit anys en residència forçosa abans de ser executada l'any 1587. El fill de Maria Stuart, Jaume I, net de Maria de Guisa, va pujar l'any 1603 al tron d'Anglaterra unificant en la seva persona els dos països enemics.

## A la cultura popular
Entre altres aparicions cinematogràfiques, Maria de Guisa és un dels personatges principals del film Elizabeth i de la sèrie Reign